# Diecezja Vellore
Diecezja Vellore (łac. Diœcesis Vellorensis) – diecezja rzymskokatolicka w Indiach, z siedzibą w Vellore. Została utworzona w 1952 z terenu archidiecezji Madras.

## Główne świątynie
- Katedra: Katedra Wniebowzięcia Najświętszej Marii Panny w Vellore

## Ordynariusze
- Pablo Mariaselvam SDB (1953–1954)
- David Maryanayagam Swamidoss Pillat SDB (1956–1969)
- Royappan Antony Muthu (1970–1980)
- Savarinathan Michael Augustine (1981–1992)
- Malayappan Chinnappa SDB (1993–2005)
- Soundaraj Periyanayagam SDB (2006–2020)
- Ambrose Pitchaimuthu (od 2024)